# Lonchocarpus trifolius
Lonchocarpus trifolius é uma espécie vegetal da família Fabaceae.
Apenas pode ser encontrada nas Honduras.